# 希爾滕巴赫河
52°19′26″N 9°42′52″E / 52.323847°N 9.714390°E

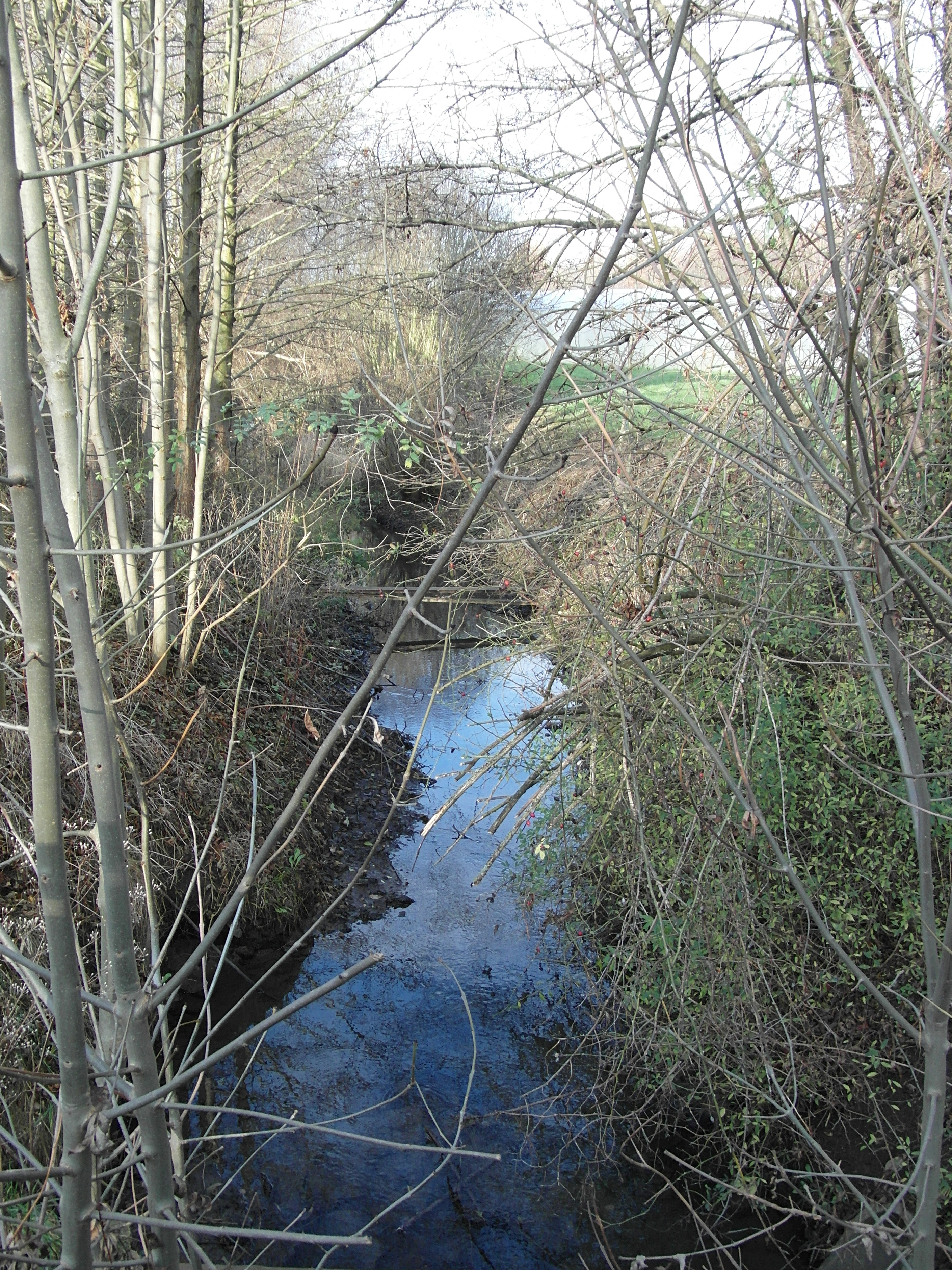
希爾滕巴赫河

希爾滕巴赫河（德語：Hirtenbach），是德國的河流，位於該國西北部，由下薩克森州負責管轄，屬於伊默河的左支流，河道全長8公里，發源自蓋爾登以東。